# Gzów
Gzów – wieś w Polsce położona w województwie łódzkim, w powiecie skierniewickim, w gminie Słupia.
| SIMC    | Nazwa      | Rodzaj    |
| ------- | ---------- | --------- |
| 0737924 | Brzozowica | część wsi |
| 0737947 | Stara Wieś | część wsi |

W latach 1975–1998 miejscowość administracyjnie należała do województwa skierniewickiego.